# روجر مورنو
روجر مورنو {بالإنجليزية:Roger J. Morneau} هو مؤلف مسيحي, له مؤلفات عن الصلاة وخوارق العادات, وكان عضوا في كنيسة اليوم السابع السبتية.
له فيديو حواري يوضح فيه كيف تعرف علي عباد الأرواح, وعن حقيقة هذه العبادة, وعن اتصال هذه العبادة بعبادة الشياطين.

## السيرة الذاتية
ولد روجر مورنو عام 1925 في كندا, لعائلة كاثوليكية حيث كان له اثنان من عماته راهبات, وعمه كان قسيسا.
في فترة بلوغة تعرف علي الروحانية {بالإنجليزية:Spiritualism} عن طريق أحد أصدقائه, وكدا يلتحق مجموعة سرية من عباد الأرواح, إلا أنه انصرف عن هذا الأمر وقام بعدد من الدراسات الإنجيلية مع زميلة في الكنيسة.
زعم مورنو أنه هدد بالقتل, وأنه كانت هناك مكافأة مالية قدرها 10,000 دولار لمن يأتي برأسه. أصيب مورنو بفيروس أدي لتلف في عضلة القلب ومات عام 1998.

## المؤلفات
- رحلة إلي خوارق العادات(ما وراء الطبيعة).
- حذار من الملائكة:المكر في الأيام الأخيرة.
- ثلاثية الإجابات المذهلة عن الصلاة. 
  - إجابات مذهلة عن الصلاة: كيف تدخل الرب عندما صلي رجل واحد(1990).
  - المزيد من الإجابات المذهلة عن الصلاة (1993)
  - عندما تحتاج إجابات مذهلة عن الصلاة(1995).
  - قوة الصلاة المذهلة (1997).

## روابط خارجية
- مورنو في فهرس كنيسة اليوم السابع السبتية